# Christo Danovo
Christo Danovo of Hristo Danovo (Bulgaars: Христо Даново) is een dorp in de Bulgaarse gemeente Karlovo, oblast Plovdiv. Het dorp ligt hemelsbreed 66 km ten noorden van Plovdiv en 104 km ten oosten van Sofia.

## Bevolking
Op 31 december 2020 telde het dorp Christo Danovo 1.711 inwoners.  Het aantal inwoners toont al sinds 1992 een stijgende trend.
|  |

Het dorp heeft een gemengde bevolking. Er wonen zowel etnische Roma, Bulgaren als Turken. In de optionele volkstelling van 2011 identificeerden 824 van de 1.544 ondervraagden zichzelf als etnische Roma, oftewel 53,4%. 465 personen identificeerden zichzelf als etnische Bulgaren (30%), terwijl er ook 225 etnische Turken werden geregistreerd (15%).
| Etnische samenstelling van de respondenten (2011) | Etnische samenstelling van de respondenten (2011) | Etnische samenstelling van de respondenten (2011) | Etnische samenstelling van de respondenten (2011) | Etnische samenstelling van de respondenten (2011) |
| ------------------------------------------------- | ------------------------------------------------- | ------------------------------------------------- | ------------------------------------------------- | ------------------------------------------------- |
|                                                   |                                                   |                                                   |                                                   |                                                   |
| Bulgaren                                          | Bulgaren                                          |                                                   | 30,1%                                             | 30,1%                                             |
| Turken                                            | Turken                                            |                                                   | 14,6%                                             | 14,6%                                             |
| Roma                                              | Roma                                              |                                                   | 53,4%                                             | 53,4%                                             |
| Anders/Onbekend                                   | Anders/Onbekend                                   |                                                   | 1,9%                                              | 1,9%                                              |

## Afbeeldingen

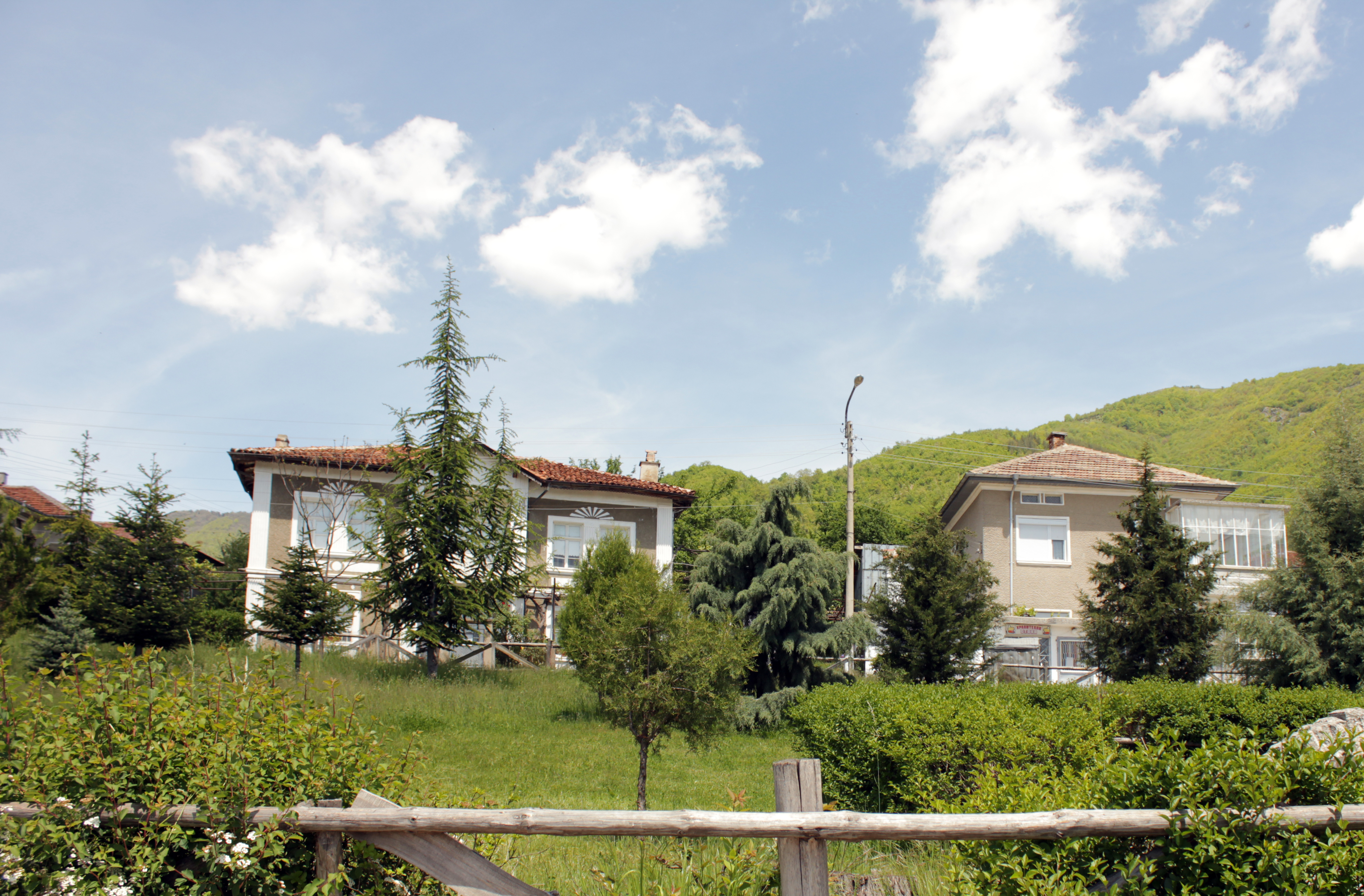
Een nieuw huis in het dorp
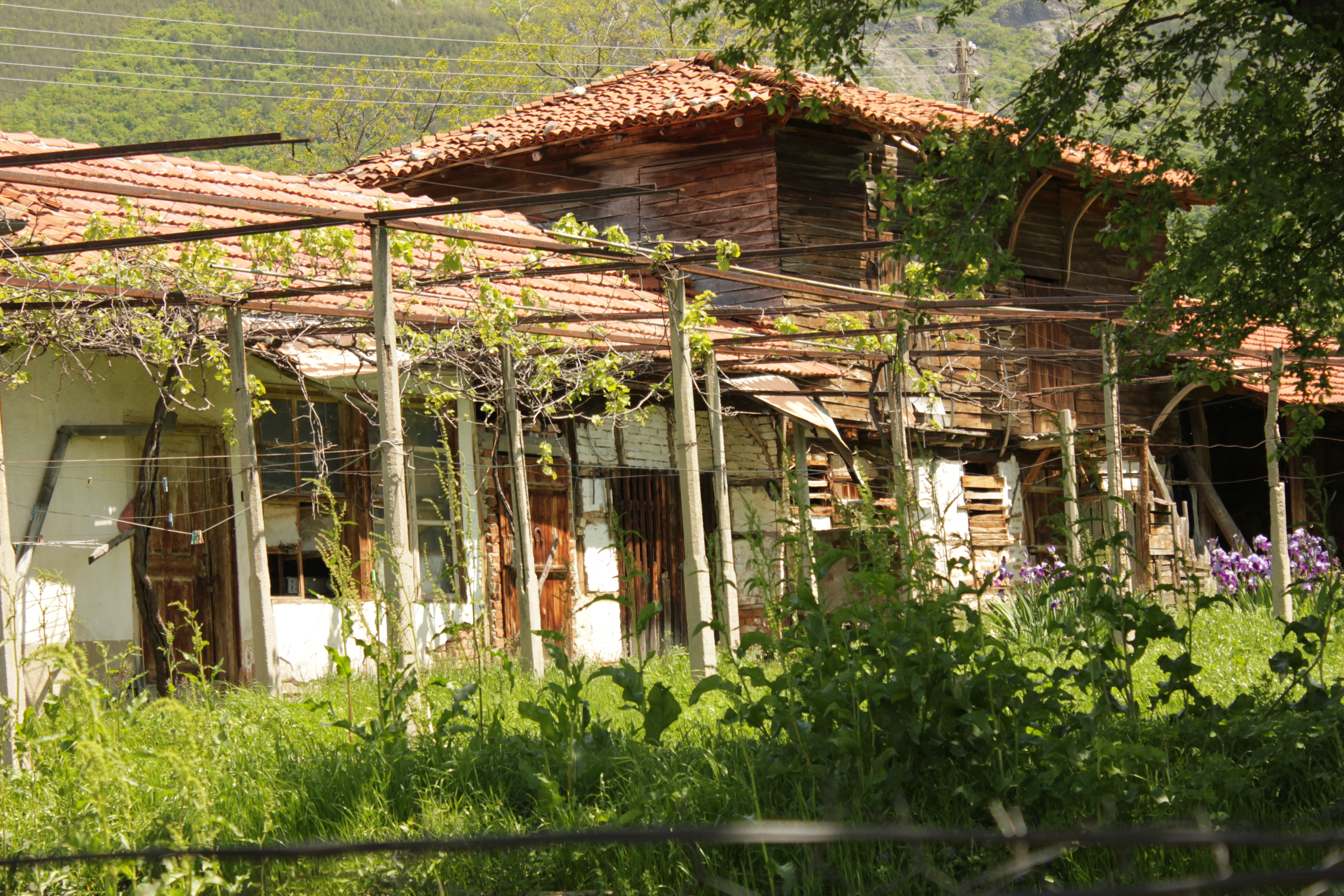
Een oud huis in het dorp
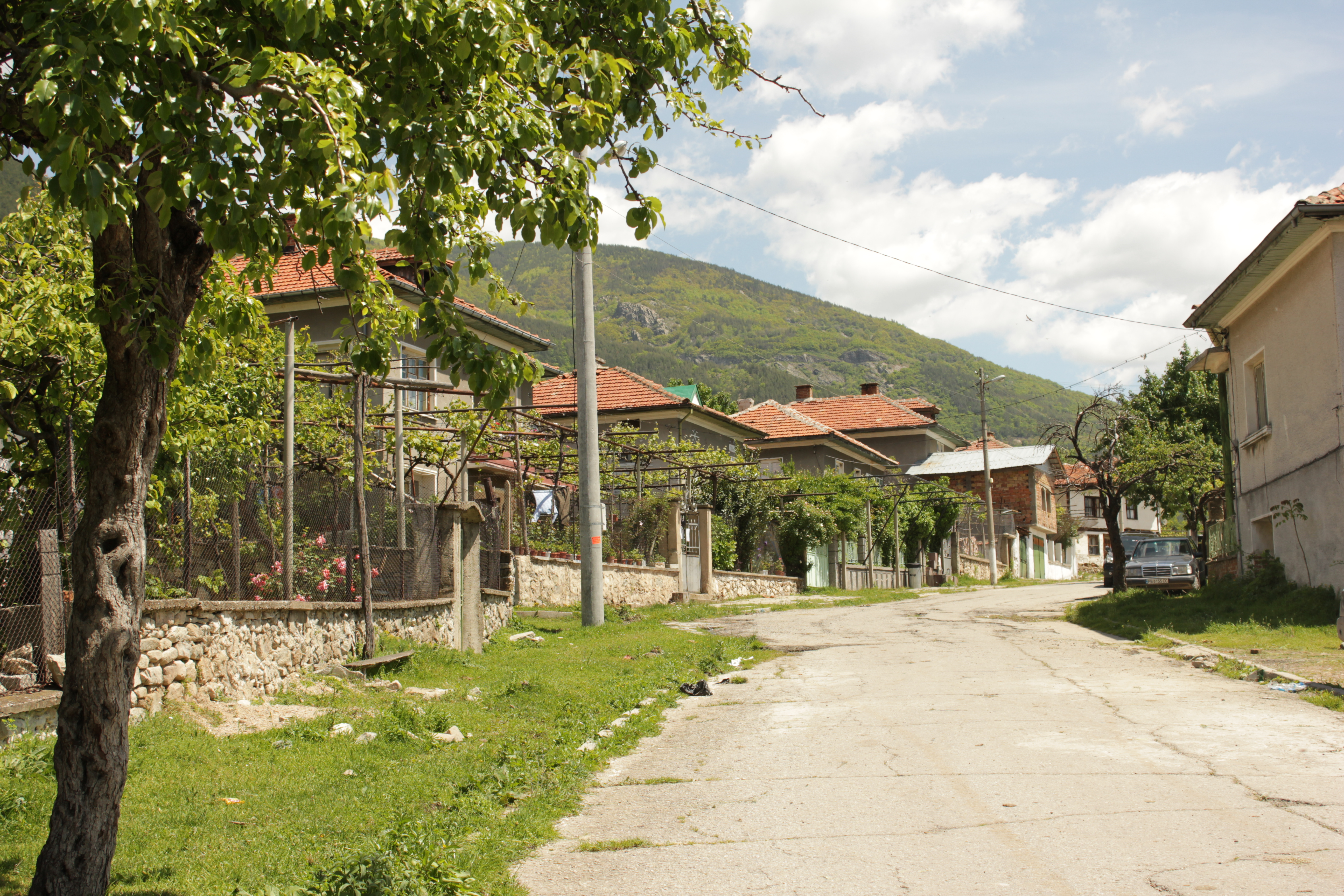
Een straat in het dorp
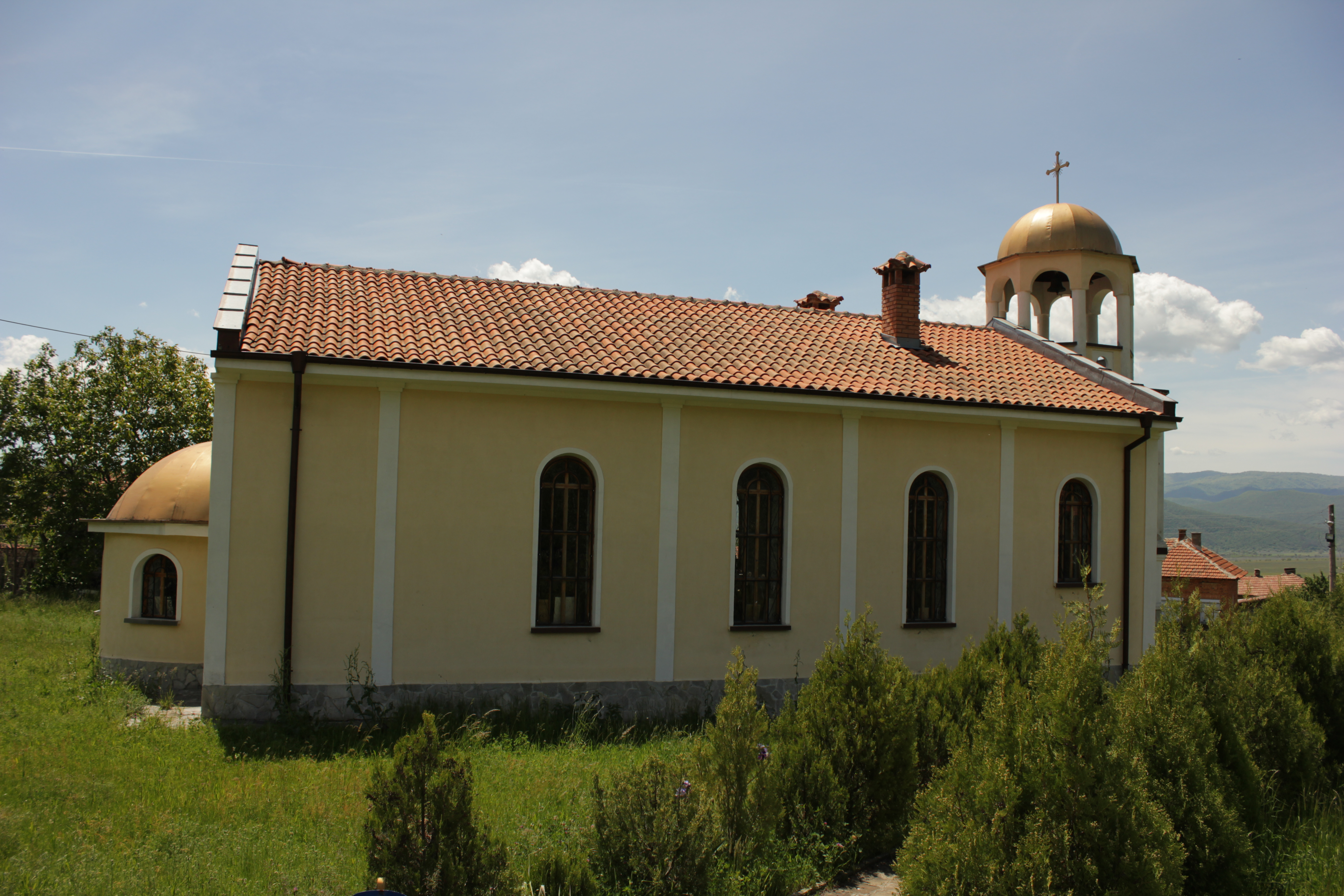
De kerk van het dorp

Banja · Begoentsi · Bogdan · Christo Danovo · Dabene · Domljan · Gorni Domljan · Iganovo · Kalofer · Karavelovo · Karlovo · Karnare · Kliment · Klisoera · Koertovo · Marino Pole · Moskovets · Mratsjenik · Pevtsite · Prolom · Rozino · Slatina · Sokolitsa · Stoletovo · Vasil Levski · Vedrare · Vojnjagovo